# Fußball-Europameisterschaft der Frauen 2009/Frankreich
Dieser Artikel behandelt die französische Fußballnationalmannschaft der Frauen bei der Europameisterschaft 2009 in Finnland.

## Qualifikation
Frankreich wurde für die Qualifikation in die Gruppe 3 gelost und traf auf Griechenland, Island, Serbien und Slowenien. Mit sieben Siegen und einer Niederlage wurden die Französinnen Gruppensieger und qualifizierten sich direkt für die Endrunde.
Island setzte sich in den Play-off-Spielen gegen Irland durch, während Slowenien gegen die Ukraine unterlegen war.

### Tabelle
| Pl. | Land         | Sp. | S | U | N | Tore    | Diff. | Punkte |
| --- | ------------ | --- | - | - | - | ------- | ----- | ------ |
| 1.  | Frankreich   | 8   | 7 | 0 | 1 | 031:200 | +29   | 21     |
| 2.  | Island       | 8   | 6 | 0 | 2 | 027:400 | +23   | 18     |
| 3.  | Slowenien    | 8   | 4 | 0 | 4 | 014:240 | −10   | 12     |
| 4.  | Serbien      | 8   | 2 | 0 | 6 | 011:240 | −13   | 06     |
| 5.  | Griechenland | 8   | 1 | 0 | 7 | 007:360 | −29   | 03     |

### Spiele
| Datum      | Spielort         | Gegner       | Ergebnis  | Torschützen |
| ---------- | ---------------- | ------------ | --------- | --- |
| 11.04.2007 | Valence          | Griechenland | 6:0 (4:0) | 1:0 Abily (25.), 2:0 Soubeyrand (32.), 3:0 Abily (40.), 4:0 Necib (41.), 5:0 Abily (81.), 6:0 Hattaf (88.)                                         |
| 30.05.2007 | Angoulême        | Slowenien    | 6:0 (2:0) | 1:0 Abily (27.), 2:0 Bussaglia (35.), 3:0 Benak (50. Eigentor), 4:0 Lattaf (69.), 5:0 Lattaf (75.), 6:0 Thiney (79.)                               |
| 16.06.2007 | Reykjavík        | Island       | 1:0 (0:0) | 1:0 Viðarsdóttir (81.) |
| 27.10.2007 | Belgrad          | Serbien      | 0:8 (0:2) | 0:1 Traikia (12.), 0:2 Abily (25.), 0:3 Necib (56.), 0:4 Brétigny (62.), 0:5 Thomis (64.), 0:6 Thomis (68.), 0:7 Thiney (72.), 0:8 Bussaglia (73.) |
| 31.10.2007 | Dravograd        | Slowenien    | 0:2 (0:0) | 0:1 Bussaglia (67.), 0:2 Thomis (81.) |
| 23.04.2008 | Athen            | Griechenland | 0:5 (0:1) | 0:1 Soubeyrand (39.), 0:2 Herbert (49.), 0:3 Bompastor (70.), 0:4 Petit (85.), 0:5 Thomis (90.)                                                    |
| 08.05.2008 | Saint-Brieuc     | Serbien      | 2:0 (0:0) | 1:0 Brétigny (53.), 2:0 Brétigny (71.) |
| 27.09.2008 | La Roche-sur-Yon | Island       | 2:1 (1:1) | 1:0 Soubeyrand (6.), 1:1 Jónsdóttir (47.), 2:1 Herbert (50.)                                                                                       |

Grün unterlegte Ergebnisse kennzeichnen einen Sieg, rot unterlegte Niederlagen.

## Kader
Trainer Bruno Bini nominierte am 11. Juni 2009 seinen Kader für das Turnier. Exakt zwei Monate später nominierte er Laure Lepailleur nach, da die ursprünglich berufene Sandrine Dusang sich im Training einen Kreuzbandriss zuzog. Kurz vor Turnierbeginn verletzte sich die Torhüterin Bérangère Sapowicz. Für sie wurde Laëtitia Stribick nachnominiert.
| Nummer     | Name                | Verein vor EM-Beginn   | Geburtstag | Sp.      | Tor      |          |          |          |
| Torhüter   | Torhüter            | Torhüter               | Torhüter   | Torhüter | Torhüter | Torhüter | Torhüter | Torhüter |
| ---------- | ------------------- | ---------------------- | ---------- | -------- | -------- | -------- | -------- | -------- |
| 16         | Sarah Bouhaddi      | Olympique Lyon         | 17.10.1986 | 3        | 0        | 0        | 0        | 0        |
| 1          | Céline Deville      | Montpellier HSC        | 24.01.1982 | 1        | 0        | 0        | 0        | 0        |
| 22         | Laëtitia Stribick   | ASJ Soyaux             | 22.01.1984 | 0        | 0        | 0        | 0        | 0        |
| Abwehr     |                     |                        |            |          |          |          |          |          |
| 20         | Delphine Blanc      | RC Saint-Étienne       | 07.06.1983 | 1        | 0        | 0        | 0        | 0        |
| 8          | Sonia Bompastor     | Washington Freedom     | 08.06.1980 | 4        | 1        | 1        | 0        | 0        |
| 21         | Ludivine Diguelman  | Montpellier HSC        | 15.04.1984 | 0        | 0        | 0        | 0        | 0        |
| 4          | Laura Georges       | Olympique Lyon         | 20.08.1984 | 4        | 0        | 0        | 0        | 0        |
| 2          | Laure Lepailleur    | Paris Saint-Germain    | 07.03.1985 | 1        | 0        | 0        | 0        | 0        |
| 3          | Ophélie Meilleroux  | FCF Nord Allier Yzeure | 18.01.1984 | 4        | 0        | 0        | 0        | 0        |
| 5          | Sabrina Viguier     | Montpellier HSC        | 04.01.1981 | 2        | 0        | 0        | 0        | 0        |
| Mittelfeld |                     |                        |            |          |          |          |          |          |
| 10         | Camille Abily       | Los Angeles Sol        | 05.12.1984 | 4        | 2        | 0        | 0        | 0        |
| 15         | Élise Bussaglia     | Montpellier HSC        | 24.09.1985 | 3        | 0        | 0        | 0        | 0        |
| 7          | Corine Franco       | Olympique Lyon         | 05.10.1983 | 2        | 0        | 0        | 0        | 0        |
| 18         | Amandine Henry      | Olympique Lyon         | 28.09.1989 | 1        | 0        | 0        | 0        | 0        |
| 14         | Louisa Nécib        | Olympique Lyon         | 23.01.1987 | 4        | 1        | 0        | 0        | 0        |
| 6          | Sandrine Soubeyrand | Juvisy FCF             | 16.08.1973 | 4        | 0        | 0        | 0        | 0        |
| 17         | Gaëtane Thiney      | Juvisy FCF             | 28.10.1985 | 3        | 1        | 0        | 0        | 0        |
| Angriff    |                     |                        |            |          |          |          |          |          |
| 13         | Sandrine Brétigny   | Olympique Lyon         | 02.07.1984 | 2        | 0        | 0        | 0        | 0        |
| 9          | Candie Herbert      | FCF Hénin-Beaumont     | 04.06.1977 | 2        | 0        | 0        | 0        | 0        |
| 19         | Eugénie Le Sommer   | Stade Briochin FF      | 18.05.1989 | 4        | 0        | 0        | 0        | 0        |
| 12         | Élodie Thomis       | Olympique Lyon         | 13.08.1986 | 4        | 0        | 1        | 0        | 0        |
| 11         | Laëtitia Tonazzi    | Juvisy FCF             | 31.01.1981 | 0        | 0        | 0        | 0        | 0        |
| Trainer    |                     |                        |            |          |          |          |          |          |
|            | Bruno Bini          |                        | 01.10.1954 |          |          |          |          |          |

## Spiele

### Vorrunde
Frankreich traf in der Vorrundengruppe B auf Deutschland, Island und Norwegen. Mit einem Sieg, einem Unentschieden und einer Niederlage wurde die Mannschaft Gruppenzweiter und überstand erstmals die Gruppenphase
| Pl. | Land        | Sp. | S | U | N | Tore    | Diff. | Punkte |
| --- | ----------- | --- | - | - | - | ------- | ----- | ------ |
| 1.  | Deutschland | 3   | 3 | 0 | 0 | 010:100 | +9    | 09     |
| 2.  | Frankreich  | 3   | 1 | 1 | 1 | 005:700 | −2    | 04     |
| 3.  | Norwegen    | 3   | 1 | 1 | 1 | 002:500 | −3    | 04     |
| 4.  | Island      | 3   | 0 | 0 | 3 | 001:500 | −4    | 0      |

|                                                                     |   |             |           |
| Montag, 24. August 2009 um 20:00 Uhr* in Tampere                    |   |             |           |
| Island                                                              | – | Frankreich  | 1:3 (1:1) |
| Donnerstag, 27. August 2009 um 17:30 Uhr* in Tampere                |   |             |           |
| Frankreich                                                          | – | Deutschland | 1:5 (0:3) |
| Sonntag, 30. August 2009 um 16:00 Uhr* in Helsinki (Fußballstadion) |   |             |           |
| Norwegen                                                            | – | Frankreich  | 1:1 (1:1) |

* Ortszeit (MESZ+1)

### Viertelfinale
|                                                        |   |            |                      |
| Donnerstag, 3. September 2009 um 20:00 Uhr* in Tampere |   |            |                      |
| Niederlande                                            | – | Frankreich | 0:0 n. V., 5:4 i. E. |

* Ortszeit (MESZ+1)